# Per Georg Fahnehielm
Per Georg Fahnehielm, född 26 december 1735 i Adelövs församling, död 31 december 1816 i Jakobs församling i Stockholm, var en svensk ämbetsman.

## Biografi
Fahnehielm blev kammarrevisionsråd 1781, kammarrättsråd 1798 och vicepresident i Kammarrätten 1809. Genom fyndig uppslagsrikedom, som avsatte ett flertal reformer, parad med omutlig rättrådighet gjorde sig Fahnehielm tidigt ett namn inom skatte- och uppbördsväsendet. Under kriget mot Ryssland 1788–1790 anförtroddes han högsta uppsynen över krigskommissariatet, och lät då för att stärka fältkassan utge anvisningar på denna, så kallade Fahnehielmare. Vid fredsslutet visade sig 1 307 460 riksdaler vara utställda på detta vis. Då sedlarnas inlösen beslutades av stats- och krigskostnadsdeputationen vid 1792, visade de sig ha tillfört statskassan 170 000 riksdaler i ren vinst.
Han avled 1816 och är begravd på S:t Johannes kyrkogård i Stockholm.

## Utmärkelser
- Riddare av Nordstjärneorden, 1808

## Familj
Per Georg Fahnehielm var gift tre gånger. Första giftet var med Eva Beata Modée (1738–1779) med vilken har fick flera barn, bland andra majoren Fredrik Vilhelm Fahnehielm (1772–1835). Andra giftet var med Jeanna Lovisa Syrck. I tredje giftet med Gustava Fredrika Schwart (1770–1836) föddes sonen Anton Ludvig Fahnehjelm.

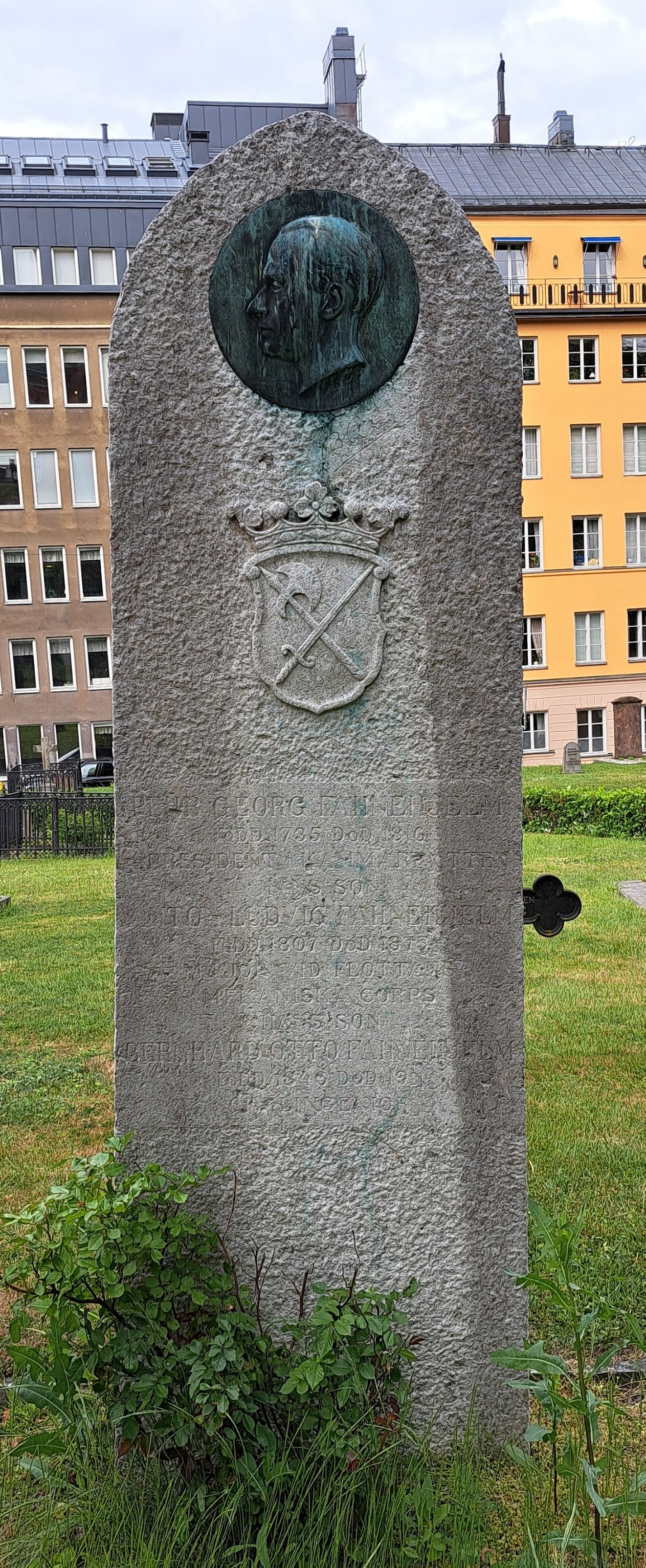
Per Georg Fahnehielm gravvård